# Як-38
Як-38 (внутреннее обозначение: изделие ВМ, заводское обозначение: изделие 86, по кодификации НАТО: Forger-A — «Фальшивомонетчик», «Фальсификатор» или «Кузнец») — советский лёгкий палубный штурмовик, единственный в СССР серийный самолёт вертикального взлёта и посадки.
Як-38 предназначался для поражения береговых объектов и кораблей водоизмещением до 4000—5000 т, для авиационной поддержки боевых действий сухопутных сил в тактической и ближайшей оперативной глубине расположения противника, для борьбы с самолётами ДРЛО, транспортными самолётами и вертолётами и для ведения визуальной разведки.
Самолёт Як-38 был рассчитан для базирования на авианесущих крейсерах проекта 1143 («Киев», «Минск», «Новороссийск», «Баку»).
При его постройке использовались данные, полученные при разработке и испытаниях опытного самолёта Як-36. Самолёт был оснащён одним подъёмно-маршевым двигателем Р-27В-300 и двумя подъёмными двигателями РД-36-35ВФ, расположенными за кабиной лётчика. Также на нём была установлена уникальная система автоматического катапультирования лётчика (САК) при аварийных ситуациях (в частности, отказе двигателей или струйного управления) на малых скоростях и режиме висения (более ни один самолёт отечественной авиации не имеет систему полностью автоматического покидания, решающую за лётчика).
Всего был построен 231 самолёт Як-38 различных модификаций в 1974—1989 годах. Серийный выпуск машины осуществлялся на Саратовском авиазаводе.

## История создания и эксплуатации
В 1950-е — 1960-е годы, в связи с появлением новых авиационных двигателей, работы по самолётам с вертикальным взлётом и посадкой (СВВП) начались во многих странах мира, но до стадии серийного производства СВВП довели только в Великобритании и СССР.
Созданию Як-38 предшествовали работы над СВВП Як-36, совершившим первый полёт в 1964 году.
27 декабря 1967 года вышло Постановление ЦК КПСС и СМ СССР № 1166—413 о создании лёгкого штурмовика вертикального взлёта и посадки Як-36М. Этим же Постановлением предусматривалось создание учебно-боевого варианта и, в перспективе, истребителя.
В соответствии с тактико-техническими требованиями, самолёт был предназначен (дословно): для авиационной поддержки боевых действий сухопутных войск в тактической и ближайшей оперативной глубине расположения противника (до 150 км от линии фронта), а также при базировании самолёта на кораблях проекта 1123 для уничтожения надводных кораблей и береговых объектов в морских операциях и ведения визуальной воздушной разведки. Основной задачей самолёта является уничтожение подвижных, неподвижных наземных и морских объектов противника в условиях визуальной видимости. Кроме того, самолёт должен использоваться для борьбы с воздушными целями типа военно-транспортных самолётов и вертолётов, а также для борьбы с самолётами и вертолётами ДРЛО и противолодочными самолётами. Ввиду принципиальной новизны и большой технической сложности предусматривалось изготовление натурных стендов для отработки изделий.
15 мая 1970 года первая машина с бортовым № 05 была доставлена в ЛИИ, где прошла испытания на разработанном там кабель-кране. Самолёт подвешивали на высоте от 0 до 5 м и запускали двигатели. При этом проверялись температурные поля, регулировалась работа автоматики, отрабатывалось струйное управление. 22 сентября на этом же самолёте лётчик-испытатель ОКБ В. Г. Мухин выполнил первое свободное висение в полуметре от земли.
Испытания второго опытного экземпляра за номером «25», построенного к 15 октября 1970 года, проходили сначала на стенде сил и моментов, служившем для снятия характеристик струйного управления, исследования явлений рециркуляции и подсоса выхлопных газов, имеющих место на высотах менее 2 метров. 24 ноября 1970 года испытатель Мухин выполнил на нём скоростную рулежку, а ещё через три дня — подлёт «по-самолётному». 2 декабря Мухин выполнил первый полёт на самолёте № 25, в сопровождении МиГ-21.
Третья машина борт № 55 передана на испытания 17 мая 1971 года.
21 февраля 1972 года впервые выполнен вертикальный взлёт, переходный режим, полёт по кругу и посадка по-самолётному, а уже 25 февраля выполнен полёт по полному профилю, с вертикальным взлётом, полётом по кругу и вертикальной посадкой.
В апреле 1972 года заводские испытания были закончены, и на базе в/ч 15650 в г. Ахтубинске начат этап «А» Государственных совместных лётных испытаний (ГСИ), продолжавшийся до сентября 1974 года. По результатам испытаний было рекомендовано допустить самолёт к эксплуатации в строевых частях и начать корабельные испытания на ТАКР пр. 1143. Одновременно начинаются работы совместно с кораблестроителями и ВМФ.
Для проверки возможности базирования СВВП на тяжёлых крейсерах типа «Киев» сотрудники Черноморского судостроительного завода построили на аэродроме ЛИИ натурный отсек корабля с участком полётной палубы. На ней установили Як-36 борт № 37 и проводили гонки двигателей с целью определения температурного влияния реактивной струи и замера уровня шума в подпалубных помещениях. ВИАМ разработал теплостойкое покрытие АК-9Ф, которое в дальнейшем использовалось на авианесущих крейсерах в виде плит размером 550×550 мм и толщиной 10 мм. Для проведения морской фазы лётных испытаний нового самолёта флот выделил противолодочный крейсер «Москва». В центре его вертолётной палубы смонтировали площадку размером 20×20 метров, покрытую теплостойкими панелями. Первая экспериментальная посадка Як-36М № 02 на ПКР «Москва» состоялась 18 ноября 1972 года. Пилотировал самолёт лётчик-испытатель М. С. Дексбах. Присутствовавший при этом событии маршал авиации И. И. Борзов дал указание командиру крейсера капитану второго ранга А. В. Довбне произвести запись в вахтенный журнал: «День рождения палубной авиации».
В конце этого (1972) года была сформирована специальная бригада, которую возглавил заместитель главного конструктора В. П. Власов. Эти специалисты занимались вопросами размещения на авианесущем корабле боеприпасов, топлива, средств транспортировки, заправки и энергоснабжения самолётов, электромагнитной совместимости самолётного оборудования с радиотехническими средствами корабля, и др.
27 марта 1973 года построен четвёртый самолёт № 45 (эталон). В этом же году принято решение на развёртывание серийного производства самолёта на Саратовском авиационном заводе. Первый серийный Як-36М вышел из сборочного цеха в мае 1974 года. После контрольных облётов каждый из выпущенных самолётов направлялся на специальные испытания, связанные с развитием конструкции, либо передавался в учебный центр авиации ВМФ в Саках.
Первая посадка двух самолётов Як-36М на ТАКР «Киев» состоялась 18 мая 1975 года. Серийный самолёт № 0201 пилотировал лётчик испытатель ЛИИ МАП О. Г. Кононенко, а опытный № 04 — лётчик-испытатель НИИ ВВС полковник В. П. Хомяков. Третий самолёт из-за отказа одного канала системы автоматического управления выполнение задания прекратил и произвёл посадку «по-самолётному» на аэродроме Саки.
20 мая Олег Кононенко продемонстрировал в воздухе возможности Як-36М министру обороны А. А. Гречко и Главкому ВМФ С. Г. Горшкову.
В 1974 году начались подготовительные работы к практической эксплуатации и переучиванию на новый тип самолёта. На аэродроме Саки сформирована группа из 10 лётчиков и группа инженерно-технического состава, которые убыли на заводы-изготовители самолёта и его основных систем. На аэродроме изготовили специальные площадки для выполнения висения, вертикальных взлётов и посадок, площадки для гонки двигателей и техническую позицию. Рядом с основной ВПП построили металлическую, длиной 320 метров, с нанесённым на ней контуром палубы ТАКР «Киев».
Практическое изучение самолёта строевыми лётчиками началось в Ахтубинске в 1975 году, а уже к концу года в Саках состоялась первая лётная смена (летало 3 самолёта). 24 октября 1975 года завершились государственные испытания Як-36М с ТАКР «Киев».
4 марта 1976 года произошло несколько курьёзное происшествие: во время приёмочного полёта на серийном Як-38 с заводского аэродрома, на переходном режиме, при повороте сопла ПМД, лётчик-испытатель Хомяков был неожиданно катапультирован системой автоматического катапультирования, в горизонтальном положении самолёта на высоте около 70 м. Он приземлился на парашюте недалеко от места взлёта и при этом не знал, где находится его самолёт. Тем временем машина, находясь в режиме стабилизации, выработала топливо и почти вертикально приземлилась в поле. После месяца тщательных исследований САК был найден дефект, приведший к ложному срабатыванию катапультного кресла.
В мае 1976 года шесть строевых лётчиков получили допуск на полёты с палубы корабля. В этом же году проводятся испытания авиационного вооружения самолёта на предмет безопасности эксплуатации с учётом морской специфики на полигоне Багерово, и на борту ТАКР «Киев».
На аэродроме Саки формируется 299-й инструкторско-исследовательский корабельный авиационный полк (в/ч 10535) на самолётах Як-38 и МиГ-21, с подчинением начальнику 33-го ЦБП и ПЛС ВМФ ВС СССР. Построена площадка для отработки вертикального взлёта и посадки.
16 июля 1976 года ТАКР «Киев», имея на борту пять Як-38 и один Як-38У, начал переход к месту постоянного базирования на Северный флот. 18 июля он вышел в Средиземное море, где у острова Крит состоялись первые за пределами СССР полёты Як-36М, вызвавшие большой международный резонанс.
11 августа 1977 года, Постановлением ЦК КПСС и СМ СССР No.644-210 самолёт Як-36М был принят на вооружение авиации ВМФ под обозначением Як-38. Согласно приказу Министра обороны № 196 от 15 октября 1978 года, двухместный учебно-тренировочный вариант получил наименование Як-38У.
В 1978 году вступил в строй второй ТАКР «Минск» — переданный в состав Тихоокеанского флота. Во время перехода из Севастополя во Владивосток 28 февраля 1979 года у берегов Ливии состоялась его встреча с «Киевом». На глазах 6-го флота США прошли совместные полёты пяти Як-38 с обоих кораблей.
Однако переход морем выявил большую проблему — практически сразу после входа в зону тропиков подъёмные двигатели самолётов перестали запускаться. В срочном порядке в Аден были доставлены два комплекта кислородной подпитки двигателей и смонтированы на самолётах. И всё равно в условиях высоких температур тяги двигателей не хватало для вертикального взлёта с полным весом. Для учебных полётов приходилось не дозаправлять топливо, а с подвешенным вооружением Як-38 только и мог, что облететь корабль по кругу. Опыт англичан показал, что одним из способов улучшения характеристик СВВП может стать взлёт с коротким разбегом, однако авиационные специалисты, как наши, так и зарубежные, скептически относились к возможности такого взлёта на Як-38, ввиду особенностей компоновки силовой установки.
В конце 1978 года на аэродроме ЛИИ в Жуковском начались работы про проверке возможности взлёта с коротким разбегом, лётчик-испытатель Кононенко О. Г. В следующем году испытания продолжились на аэродроме в Саках и Кононенко дал заключение о возможности такого взлёта. В конце года Кононенко прибыл во Владивосток, где 22-27 декабря первые 20 таких полётов с общим налётом 3 ч 20 мин произвели Кононенко и Дексбах с ТАКР «Минск». 27 декабря Як-38У борт № 09 упал на взлёте в воду из-за отказа электроцепи поворотного сопла подъёмно-маршевого двигателя, экипаж жив.
В апреле 1980 года четыре Як-38 в испытательных целях направили в Афганистан, где они действовали в течение четырёх месяцев (в составе группы «Ромб») с ограниченных площадок в условиях высокогорья. Самолёты имели оригинальный коричнево-зелёный камуфляж. Один самолёт был потерян по небоевой причине.
Работы по исследованию короткого взлёта продолжались до 1982 года.
Первым из строевых лётчиков освоил взлёт с коротким разбегом на Як-38 командир 311-го отдельного корабельного штурмового авиационного полка военно-воздушных сил (ВВС) Краснознамённого Тихоокеанского флота подполковник Ю. И. Чурилов.
14 августа 1983 года впервые в СССР Як-38 под управлением Ю. Н. Козлова произвёл посадку на гражданское судно — контейнеровоз «Агостиньо Нето».
17 октября 1983 года новый ТАКР «Новороссийск» с авиагруппой на борту, во главе отряда кораблей, вышел из Кольского залива и 27 февраля 1984 года благополучно прибыл во Владивосток. Во время перехода активно осваивался взлёт с коротким разбегом. Всего выполнено около 600 вылетов. По завершении перехода полковнику Чурилову было присвоено звание Героя Советского Союза.
В 1985 году был создан улучшенный вариант Як-38М, снабжённый двумя подкрыльевыми ПТБ и усовершенствованным вооружением (эффективность по сравнению с Як-38 возросла на 15-20 %). Велась разработка и многоцелевого самолёта Як-39 для использования в качестве палубного истребителя-перехватчика и штурмовика, имеющего увеличенную площадь крыла, топливные баки большей ёмкости, бортовую многофункциональную РЛС, усовершенствованную БРЭО и вооружение, однако этот проект реализован не был.
Як-38 довольно быстро стал лидером советской авиации по числу аварий, хотя жертв, благодаря системе автоматического катапультирования, было не так много. К концу 1989 года выпуск самолётов Як-38 был прекращён, а уже в июле 1991 года вышел приказ Командующего ВМФ СССР о приостановке эксплуатации Як-38.
Опыт эксплуатации Як-38 подтолкнул командование ВМФ к возрождению на флоте штурмовой авиации берегового базирования, которая была ликвидирована сразу после окончания Второй Мировой войны. Вновь создаваемые штурмовые авиаполки (ОШАП) вооружались ударными самолётами типа Су-17. Однако ещё до начала массового списания Як-38 корабельные штурмовые авиаполки (ОКШАП) авиации ВМФ, их эксплуатировавшие, в конце 1980-х годов стали перевооружаться на самолёты типа Су-25. В связи с развалом СССР штурмовая авиация в ВМФ просуществовала недолго: уже к середине 1990-х гг. авиаполки штурмовиков стали ликвидироваться, техника передаваться на базы хранения и разделки.
В 2004 году самолёты Як-38 официально были сняты с вооружения ВМФ. К тому моменту на базах хранения и разделки АТ уже практически закончилась утилизация авиапарка. Ещё раньше были исключены из состава флота и проданы в Китай авианосцы «Киев» (в 1993 году), «Минск» (в 1994 году), «Новороссийск» (также в 1994 году), так и не получившие замену Як-38 в виде перспективного Як-141.
Всего было выпущен 231 самолёт, из которых в авариях и катастрофах было потеряно 48.

## Места дислокации
В СССР было всего два боевых авиационных полка, на вооружении которых стояли Як-38: 279-й отдельный корабельный штурмовой авиационный полк Северного флота, с дислокацией на аэродроме Североморск-3, и 311-й отдельный корабельный штурмовой авиационный полк Тихоокеанского флота, с дислокацией на аэродроме Пристань. Оба этих полка формировались в Саках (Крым), а затем убывали к местам постоянного базирования. Для обучения и переучивания лётного и инженерно-технического состава на аэродроме Саки был развёрнут 299-й отдельный корабельный инструкторско-исследовательский штурмовой авиационный полк.
Самолёты Як-38 на экспорт не поставлялись. После распада СССР большая часть самолётов отошла России, но несколько самолётов Центра подготовки лётного состава морской авиации достались Украине.

## Эксплуатация, безопасность полётов и аварийность
Большой сложностью в пилотировании Як-38 был психологический барьер у лётного состава: СВВП может летать как самолёт, и как вертолёт. Далеко не все могли освоить эту машину. На этапе освоения преследовали многочисленные отказы и дефекты. Так, на первой итоговой конференции лётного и технического состава в 299-м штурмовом инструкторско-исследовательском полку, проведённой в июле 1976 года, командующий авиацией ВМФ А. А. Мироненко, в частности, отметил:
«Испытания самолёта шли медленно с большим отставанием от графика... Самолёты длительное время простаивали из-за наличия конструктивных дефектов и серьёзных отказов в воздухе: разрушение передней стойки шасси на посадке, разрушение консоли крыла после посадки по-самолётному, имели место частые переборки двигателей, вследствие малого ресурса и попадания посторонних предметов в компрессорную часть. Кроме того, много времени ушло на проведение в процессе испытаний большого количества экспериментальных работ в связи с выявлением на самолёте продольной и поперечной неустойчивости вблизи земли при вертикальном взлёте и посадке вследствие больших подсасывающих сил, возникающих от расходящихся струй выхлопных газов двигателя....
Освоение самолёта идёт сложно, многотрудно и таит в себе много неожиданного, и иногда сопровождается ошибками личного состава, что наряду с другими причинами, такими как нехватка учебных самолётов, приводит к затягиванию сроков освоения самолёта лётным составом, и не всегда обеспечивается безопасность полёта. Корабль плавает, а достаточного количество лётного состава у нас нет, и не только для освоения, а даже для испытаний».
Перед первым переходом ТАКР «Киев» на Северный флот была проведена большая работа по разработке различной документации и её согласование с флотским руководством. Так, например, более года утверждалась «Инструкция по производству полётов». Большие сложности возникли с размещением техники, оборудования и личного состава авиагруппы (и даже с питанием, так как лётная норма отличается от флотской). В итоге была сформирована авиагруппа из шести Як-36М, одного Як-36У и 15 Ка-25, прилетевших с Северного флота (один вертолёт при перелёте был потерян). 16 июля 1976 года начался переход на СФ. За время перехода было выполнено семь лётных смен с общим налётом 45 часов. В дальнейшем именно на «Киеве» отрабатывались все многочисленные вопросы эксплуатации самолётов палубной авиации.
Во время перехода ТАКР «Минск» на Тихий океан за 131 сутки состоялось 20 лётных смен с выполнением 230 полётов, налёт составил 50 часов. Более 50 раз выполнена перестановка двигателей с самолёта на самолёт, с целью добиться согласованной работы ПД и ПМД. По приходе была проведена лётно-техническая конференция, на которой присутствовали представители КБ и промышленности. На конференции основное внимание уделили надёжности авиационной техники, недостаткам корабельных систем, организации и руководству полётами. Утверждённый план мероприятий включал 153 пункта различной важности.
За всё время эксплуатации Як-38 всех модификаций произошло 11 катастроф: две — с испытателями и девять — со строевыми лётчиками, в которых погибли 13 человек. Катастрофа, произошедшая на аэродроме Саки-4 25.06.1991, послужила формальным поводом для прекращения эксплуатации парка Як-38.
Согласно отчётному материалу[какому?], за 13 лет эксплуатации выполнено 71 733 полётов на самолётах типа Як-38 всех модификаций, при средней исправности всего парка около 70 %. Средний налёт на один отказ составлял 23 часа.
Машины выпуска 1975—1976 годов имели назначенный ресурс 400 ч и гарантийный — 100 ч в течение двух лет. К концу эксплуатации, в августе 1988 года, эти показатели выросли до 500 ч (со сроком службы 16 лет) и 2400 посадок. Межремонтный ресурс у самолёта составлял 200 часов в течение шести лет и 800 посадок.
При несении боевой службы на борту авианесущего крейсера базировалась авиагруппа, обычно включающая 5—10 самолётов. Для дезинформирования вероятного противника, практически после каждой лётной смены на самолётах перекрашивались бортовые номера. Первоначально на Як-38 по правому борту у основания киля с завода был нанесён заводской номер, который в эксплуатации закрашивали жёлтой стрелкой (позже на заводе его просто перестали наносить).

## Конструкция[10]

### Общая информация
Як-38 — одноместный лёгкий штурмовик вертикального взлёта и посадки предназначен для поражения надводных и наземных целей днём в простых метеоусловиях и ведения визуальной разведки, самолёт обладает ограниченными возможностями по уничтожению воздушных целей. Як-38 представляет собой цельнометаллической среднеплан нормальной аэродинамической схемы с комбинированной силовой установкой.
Управление самолётом комбинированное, состоит из аэродинамических рулей и струйных рулей. Последние применяются только на вертикальных и переходных режимах полёта.
Основные ЛТХ самолёта:
- вес пустого самолёта — 6515 кг
- максимальный взлётный вес — 10300 кг
- максимальный посадочный вес при посадке по самолётному — 8150 кг
- максимальный посадочный вес при вертикальной посадке — 10000 кг
- максимальная заправка топливом — 2750 кг
- максимальный вес боевой нагрузки, включая съёмное оборудование АВ (контейнеры, держатели и т. п.) — 1000 кг
- длина разбега по самолётному — 1050 м
- скорость отрыва — 335 км/ч
- длина пробега — 1530 м
- посадочная скорость — 330 км/ч
- максимальная скорость полёта (ограниченная) без подвески — 1150 км/ч
- практический потолок ограниченный — 10000 м
- скороподъёмность на уровне земли — 100 м/с
- практическая дальность полёта при вертикальном взлёте и вертикальной посадке, с заправкой 2,7 т и боевой нагрузкой, на высоте 10000м — до 860 км.

### Планер
Як-38 представляет собой цельнометаллический свободнонесущий среднеплан, выполненный по нормальной аэродинамической схеме. Планер самолёта выполнен из алюминиевых сплавов, в основном из алюминиево-литиевого сплава 01420, обладающего малой массой и стойкого к коррозии. Некоторые элементы конструкции выполнены из закалённой стали, прочных алюминиевых и жаропрочных титановых сплавов.
Фюзеляж — полумонокок переменного овального сечения с носовым коком из радиопрозрачного материала. Силовой набор состоит из 40 основных шпангоутов, а также стрингеров и лонжеронов. Конструкция фюзеляжа делится по шпангоуту № 29 на разъёмные носовую и хвостовую части, для облегчения доступа к ПМД в эксплуатации.
В передней части фюзеляжа находится передний отсек оборудования до шп. № 3, гермокабина между шпангоутами 3-7, закабинный отсек оборудования (шп. 7-10), отсек подъёмных двигателей (шп. 10-14), топливный отсек № 1 (шп. 14-23), отсек подъёмно-маршевого двигателя (шпангоуты № 20-29). Также в передней части фюзеляжа находятся: ниша передней ноги шасси, ниши главных ног, воздухозаборники и воздушный канал подъёмно-маршевого двигателя.
В хвостовой части фюзеляжа находится отсек между шпангоутами 29-33 для размещения поворотных насадков ПМД и топливного отсека № 2, а также хвостовой отсек оборудования за шп. № 33.
Крыло самолёта состоит из неотъемной части крыла НЧК и двух складывающихся частей крыла СЧК. Силовой набор НЧК состоит из трёх балок и семи нервюр. НЧК образует с фюзеляжем неразъёмную конструкцию, так как балки являются продолжениями шпангоутов № 20, № 23 и № 26. Силовой набор СЧК состоит из двух лонжеронов и шести нервюр.
СЧК, для удобства размещения самолёта на корабле, на корабельной стоянке складываются вверх на угол 102°. Каждая СЧК крепится к НЧК двумя шарнирными узлами. В полётном положении СЧК запираются двумя штырями фиксации.
В хвостовой части НЧК подвешиваются выдвижные закрылки. Элероны навешиваются на трёх узлах подвески на каждую СЧК. На правом элероне имеется триммер.
Угол стреловидности крыла по передней кромке 45°, поперечное V −10°, угол установки — 0°. Профиль крыла в корне — П-53с-6, на законцовке — С-12с-6. Площадь элерона — 0,98 м², выдвижного закрылка — 1,08 м², триммера элерона — 0,0453 м². Углы отклонения элеронов — по 24°, триммера элерона — по 17°, закрылки отклоняются на 35°.
Хвостовое оперение стреловидное, состоит из фиксированного низкорасположенного стабилизатора и киля, с рулями высоты и направления. Стабилизатор крепится к фюзеляжу по шпангоутам № 37 и № 38. Каждая половина руля высоты подвешена к стабилизатору в трёх точках. Правая половина РВ имеет триммер.
Киль крепится к фюзеляжу по шпангоутам № 34 и № 37. В передней части киль переходит в гаргрот киля, который плавно стыкуется с гаргротом фюзеляжа. Руль направления навешивается в задней части киля в трёх точках и имеет триммер.
Угол стреловидности киля по передней кромке 53°. Углы отклонения руля направления вправо и влево — по 30°, триммера руля направления — по 17,5° в обе стороны.
Кабина лётчика герметичная вентиляционного типа. Наддув и обогрев кабины, вентиляция специального снаряжения лётчика обеспечиваются системой кондиционирования.
Фонарь кабины состоит из козырька, откидной части фонаря и закабинной части фонаря. Всё остекление фонаря выполнено из оргстекла, за исключением переднего стекла козырька из триплекса. Переднее стекло электрообогреваемое. На дужке козырька установлено два зеркала заднего обзора.
Шасси убираемое в полёте, трёхопорное, с носовой опорой. Все опоры шасси одноколёсные. Уборка передней ноги назад по полёту, главных ног — против полёта к фюзеляжу, с поворотом колеса с амортизатором на 90°. Уборка и выпуск как стоек шасси, так и передних щитков ниш главных ног от гидроцилиндров, остальные щитки перемещаются механически. Возможен аварийный выпуск шасси от пневмосистемы самолёта.
Передняя нога шасси полурычажного типа с нетормозным колесом КН-7 (600х155, давление накачки колеса 9±0,5 кгс/см²), выполнена самоориентирующейся вправо-влево до 110° с демпфированием поворота в пределах 20° в каждую сторону. Главные ноги шасси рычажного типа с тормозными колёсами КТ-61/3 (660х200, давление накачки 12,5±0,5 кгс/см²). Все стойки имеют газо-масляные амортизаторы, с торможением на прямом и обратном ходу. Амортизаторы заряжаются техническим азотом и заправляются гидравлическим маслом АМГ-10. Тормоза колёс многодисковые с пневмоприводом.
Для сокращения длины пробега при посадке по самолётному используется парашютно-тормозная установка, состоящая из контейнера тормозного парашюта с двумя створками и замком выпуска, вытяжного парашюта, тормозного парашюта ПТК-36 площадью 13 м² и замка парашюта. Выпуск и сброс тормозного парашюта производится от пневмосистемы самолёта. Выпуск парашюта заблокирован при скорости движения самолёта по ВПП выше 320 и менее 70 км/ч.
Комплекс средств аварийного покидания. На самолёте смонтирована уникальная система спасения лётчика, которая обеспечивает безопасное покидание самолёта в том числе с нулевой скоростью и на нулевой высоте, и состоит из системы принудительного катапультирования СК-ЭМ (СК-ЭМП), катапультного кресла КЯ-1М (на четырёх опытных и первых десяти серийных самолётах) либо установлено унифицированное кресло К-36ВМ с носимым аварийным запасом (с самолёта сер. No. 2709).
На вертикальных и переходных режимах полёта при открытых створках отсека ПД и положении поворотных насадков ПМД более 55° катапультирование производится лётчиком вручную через остекление фонаря. На самолётных режимах полёта при катапультировании вручную производится сброс фонаря. Автоматическая система катапультирования СК-ЭМ автоматически выбрасывает лётчика на вертикальных и переходных режимах, при достижении самолётом углов крена и тангажа:
- 20±2° крена вправо или влево, с угловой скоростью, большей или равной 36±4°/сек
- 10° на пикирование с угловой скоростью, большей или равной 24°/сек и 23° с угловой скоростью меньшей или равной 24°/сек
- 25° на кабрирование с угловой скоростью, большей или равной 28°/сек и 38° с угловой скоростью меньшей или равной 28°/сек

СК-ЭМ ниже высоты 4-5 метров должен быть выключен лётчиком. В процессе перехода на самолётный режим СК-ЭМ автоматически отключается.
Спецснаряжение лётчика включает:
- при полётах над морем — костюм ВМСК-4 без ВКК с маской КМ-34 и шлемом ЗШ-5А
- при полётах над сушей или полётах над морем с температурой воды более 10°С — пояс АСП-74 с маской КМ-34 и шлемом ЗШ-5А
- при полётах на перегрузку более 3 во все комплекты снаряжения вводится ППК-1У или ППК-1УК

На систему покидания с креслом К-36ВМ действуют следующие ограничения:
- при полёте по самолётному безопасное покидание со сбросом откидной крышки фонаря лежит в диапазоне скоростей 150—1100 км/ч,
- максимальная скорость катапультирования через остекление не более 500 км/ч
- безопасная для самолёта скорость при сброшенной крышке фонаря не более 400—600 км/ч
- до скорости 950 км/ч можно катапультироваться с нулевой высоты. При скорости менее 150 км/ч необходим запас высоты (на скорости 110 км/ч минимальная высота полёта для катапультирования не менее 40 метров)
- минимальная безопасная высота катапультирования из перевёрнутого самолёта не менее 200 метров

Конструкция кресла К-36ВМ (на эту тему нужна отдельная статья):
- сидение лётчика
- двухтрубный комбинированный стреляющий механизм кресла КСМУ-36-1
- коробка механизмов
- заголовник кресла с пробойником
- система управления катапультированием
- система фиксации
- система стабилизации
- система ввода парашюта и разделения кресла
- система регулирования кресла под рост лётчика
- спасательная система ПСУ-36 сер.2
- электрооборудование кресла
- кислородная система кресла
- НАЗ-7М

Топливная система Як-38 обеспечивает питание топливом всех двигателей. Всё топливо на самолёте размещено в двух топливных баках-отсеках № 1 и № 2. Первый бак является расходным. Применяемое топливо — Т-1, ТС-1, РТ, Т-7П, а также их смеси в любых пропорциях. При температуре воздуха ниже +5°С, а также при всех полётах за Полярным кругом в топливо добавляется присадка — «жидкость И» или ТГФ 0,1-0,3 % по весу.
Максимальная заправка топливом составляет 2750 кг. Полная (сверхштатная) заправка — 2900 кг. Измерение количества топлива в баках (побаково или суммарно), автоматизированная заправка, правильный расход топлива обеспечены установленной на борту аппаратурой — электроёмкостным топливомером ТПР1-9.
Порядок расхода топлива: передний бак № 1 расходный, из него питаются двигатели. Из заднего бака № 2 в бак № 1 топливо перекачивается в два приёма, по достижении заданного уровня в баке № 1, для чего в этом баке установлено два датчика уровня топлива автомата расхода. Всего в топливной системе 4 датчика уровня топлива: три в баке № 1 и один в баке № 2. Аварийный суммарный остаток топлива на борту (в обоих баках), при котором срабатывает сигнализация по остатку — 800 литров. Невырабатываемый остаток топлива — 22 литра.
В состав топливной системы входят:
- система питания двигателей топливом
- система централизованной заправки; горловина заправки находится на левом борту фюзеляжа
- система нейтрального газа
- система наддува и дренажа баков
- система наддува топливных аккумуляторов

Топливная система самолёта рассчитана на отрицательные перегрузки и обеспечивает бесперебойную работу двигателя в течение не более 15 секунд на максимальном режиме работы ПМД.
Система нейтрального газа служит для создания взрывобезопасной среды внутри топливных баков, для чего на борту установлен шестнадцатилитровый баллон с газообразной углекислотой под давлением 180 кг/см². Этого запаса хватает на 55±10 мин полёта. Перед полётом проводится дополнительная продувка топливных баков азотом от наземной установки с редуцированным давлением 20 кг/см² в течение примерно 3-4 минуты. Систему НГ разрешено не использовать при выполнении учебно-тренировочных полётов.
Гидросистема. На самолёте были предусмотрены три гидросистемы, обеспечивающие фунукционирование гидроусилителей системы управления самолётом, уборку и выпуск шасси и закрылков, открытие и закрытие створок отсека подъёмных двигателей, управление консолями крыла, включение и выключение системы реактивного управления самолётом.
Состоит из основной бустерной гидросистемы, дублирующей бустерной гидросистемы и гидросистемы силовых приводов. Источником питания основной бустерной гидросистемы является плунжерный насос НП72МВ, установленный на коробке приводов ПМД. В качестве рабочей жидкости применено гидравлическое авиационное масло АМГ-10, запас которого размещается в гидробаке. Рабочей жидкостью гидросистемы силовых приводов и дублирующей гидросистемы служит моторное топливо, отбираемое от топливной системы ПМД через электромагнитный кран.
Пневмосистема предназначена для рабочего и резервного торможения колёс шасси, аварийного выпуска шасси и закрылков, аварийного открытия створок отсека ПД, заслонок системы реактивного управления, основного и аварийного выпуска тормозного парашюта, а также герметизации фонаря кабины. Пневмосистема состоит из двух автономных систем: аварийной и резервной, с общей магистралью зарядки.

## Силовая установка

### Общая информация
Состоит из одного подъёмно-маршевого двигателя (ПМД) Р27В-300 и двух подъёмных двигателей (ПД) РД-36-35ФВ (изделие 24). Начиная с самолёта № 0911 устанавливались
подъёмные двигатели РД-36-35ФВР (изделие 28). Подъёмно-маршевый двигатель работает на всех режимах полёта самолёта, а подъёмные двигатели — только на режимах вертикального взлёта, висения, вертикальной посадки и на переходных режимах.
ПМД расположен в центральной части фюзеляжа, имеет боковые полукруглые однорежимные воздухозаборники, расположенные по бокам кабины лётчика, с отделением пограничного слоя и нерегулируемое реактивное сопло с двумя поворотными насадками. Последние соединены поперечным валом и синхронно поворачиваются гидроприводами с целью изменения вектора тяги соответственно этапам полёта. Перевод насадок сопла из вертикального в горизонтальное положение занимает 6 секунд.
Подъёмные двигатели расположены один за другим под углом 10 градусов к вертикали, в общем отсеке в передней части фюзеляжа сразу за кабиной лётчика. Отсек при неработающих ПД закрывается одной верхней и двумя нижними створками. Верхняя створка, поднимаясь на 21°30°, образует общий для обоих двигателей воздухозаборник. Нижние створки открываются в стороны, для выхода газовых струй из сопел двигателей.
Система управления для всех трёх двигателей единая, жёсткая, и связывает РУД в кабине лётчика с поводками регуляторов на двигателях, а также ручку управления самолётом с этими же поводками при вертикальном отклонении газовых струй. Система отрегулирована из условия равенства тяг для обеспечения балансировки самолёта на режиме вертикального взлёта, свободного висения и вертикальной посадки.

### Подъёмно-маршевый двигатель
На самолёте Як-38 применялся подъёмно-маршевый двигатель Р27В-300. Он установлен в центральной части фюзеляжа.
Конструкция
Двигатель выполнен по двухвальной схеме и состоит из следующих узлов:
- осевого двухроторного 11-ступенчатого компрессора с макс. степенью сжатия на форсированном режиме работы — 11. Компрессор состоит из ротора низкого давления РНД и ротора высокого давления РВД. Компрессор установлен на трёх опорах.
- кольцевой камеры сгорания с 18 рабочими форсунками и двумя пусковыми воспламенителями
- осевой двухступенчатой турбины с пустотелыми охлаждаемыми воздухом лопатками
- криволинейного с двумя поворотными насадками реактивного сопла. Поворотные насадки поворачиваются двумя гидромоторами ГМ-40. Оба насадка синхронизированы рессорой. Рабочим телом гидромоторов служит моторное топливо.

Двигатель оборудован автономной замкнутой системой смазки, системой топливной автоматики, системой контроля и системой отбора воздуха.
- максимальная длина двигателя при маршевом положении сопла — 3706 мм
- максимальный диаметр — 1012 мм
- сухой вес двигателя — 1350 кг

Навесные агрегаты двигателя:
- генератор-стартер ГСР-СТ-18/70 КИС
- два гидронасоса НП-72М
- генератор переменного тока ГТ16П48Д с гидролопаточным приводом ПГЛ-30М. Гидролопаточный привод обеспечивает постоянство частоты вращения генератора и фиксированную частоту в сети переменного тока при разных режимах двигателя. Рабочим телом гидролопаточного привода служит моторное топливо.

Двигатель разрешено эксплуатировать на следующем топливе: Т-1, ТС-1, РТ, Т-7П.
Для смазки двигателя применяются:
- синтетическое масло 36/1КУА (основное)
- изопарафиновое масло ИПМ-10 (резервное)

Оба этих масла токсичны и агрессивны. Смешивать меж собой эти масла запрещено.
Система запуска двигателя состоит из:
- генератор-стартера ГСР-СТ-18/70 КИС (в стартерном режиме)
- агрегата зажигания СК-224-1
- двух полупроводниковых свечей СП-40
- клапана запуска МКТ-211
- панели управления режимами ПУРТ-2ФТ
- контакторов, электромагнитных кранов и др.

Разрешается подряд три попытки запуска или холодных прокрутки двигателя, после чего требуется охлаждение стартера в течение получаса.
При запуске в воздухе раскрутка ротора двигателя производится потоком набегающего воздуха, при этом должны соблюдаться условия: высота полёта до 6000 метров и скорость полёта в диапазоне 400—650 км/ч.
ОТД двигателя и ограничения
- тяга двигателя на взлётном режиме — 5900±100 кгс
- температура газа за турбиной на взлётном режиме, не более 880°С
- обороты ротора низкого давления на взлётном режиме — 98,5±1 %
- частота вращения ротора НД при 100 % — 8400 об/мин
- время приёмистости двигателя с ПМГ до МФ не более 6 сек
- время работы на взлётном режиме, не более — 2,5 мин
- время работы на максимальном форсированном режиме, не более — 5 мин
- продолжительность полёта самолёта с отрицательной или нулевой перегрузкой — не более 15 сек
- время вертикального взлёта самолёта с момента перевода поворотных насадков в вертикальное положение и до отрыва самолёта не должно превышать 12 сек. Если через 12 сек отрыва не произошло, то взлёт необходимо прекратить и двигатель немедленно выключить

### Подъёмные двигатели
(ниже рассматриваются двигатели РД-36-35ФВ)
На самолёте было установлено два подъёмно-маршевых двигателя в отсеке за кабиной, с отклонением обоих от вертикального положения на 10° вперёд по полёту. Реактивное сопло переднего двигателя отклонено от оси двигателя на 15° назад. Реактивное сопло заднего двигателя отклонено от оси двигателя на 15° вперёд.
Раскрутка роторов двигателей при запуске производится подачей воздуха из-за компрессора ПМД на рабочие лопатки турбин ПД.
Двигатель имеет оригинальную порционную систему смазки с одноразовой подачей масла за цикл работы. Одна порция масла составляет в объёме 110 см³. Масло подаётся к двум опорам (подшипникам) турбины. Масло синтетическое 36/1КУА.
Конструкция
Двигатель состоит из входного устройства с направляющим аппаратом, одноступенчатой турбины, осевого шестиступенчатого компрессора, прямоточной камеры сгорания, реактивного сопла, передней и задней опор ротора.
ОТД и ограничения
- тяга максимальная — 2840 кгс
- степень сжатия в компрессоре — 5,1
- обороты турбины максимальные — 12250 об/мин
- максимальная температура газов за турбиной при запуске — не более 750°С
- время непрерывной работы на максимальном режиме — не более 30 сек
- общая продолжительность непрерывной работы — не более 2 мин 6 сек
- максимальная продолжительность непрерывной работы — не более 5 мин 6 сек
- вес сухого двигателя — 199,5 кг
- ресурс двигателя
  - назначенный — 37 часов 30 мин
  - количество циклов за ресурс — 1030

## Система управления самолётом
Полёт самолёта Як-38 можно разбить на три этапа:
- вертикальный взлёт и посадка
- переходный режим (разгон или торможение)
- самолётный

На первом этапе все перемещения самолёта осуществляются за счёт изменения тяги ПД и ПМД и струйного управления по тангажу, крену и курсу.
Переходный этап состоит из разгона или торможения в диапазоне скоростей, меньших эволютивной, за счёт поворота сопла ПМД от вертикального положения в горизонтальное и обратно при работающих ПМД.
Эволютивная скорость по прибору на всех высотах:
- без подвесок — 450 км/ч
- с подвесками — 500 км/ч

Самолётный этап включает полёт со скоростями, выше эволютивной скорости, при горизонтальном положении сопла ПМД и выключенных ПД.
Кроме того, самолёт может взлетать и садится по самолётному.
Система управления полётом ЯК-38 делится на обычную систему (аэродинамического) управление полётом, применяемую в обычных режимах полёта по самолётному, и реактивное управление (струйное управление), применяемое на вертикальных и переходных режимах полёта. Органы обычного управления кинематически связаны с органами реактивного управления с помощью жёстких тяг.
Система управления рулём высоты имеет связь с системой управления двигателями, для управления самолётом на висении по тангажу путём дифференцированного управления тягой ПД и ПМД.
Управление рулём высоты и элеронами выполнено бустерным. Гидроусилители БУ-150В установлены по необратимой схеме со следящей жёсткой обратной связью по перемещению исполнительного штока. Предусмотрено в случае отказа или отключения гидроусилителей прямое механическое управление рулями от лётчика.
Для создания у лётчика ощущений аэродинамической нагрузки в системе управления полётом подключены пружинные загружатели, а для балансировки ручки управления самолётом в канале руля высоты и в канале элеронов введены механизмы триммерного эффекта.
В каналы управления рулем высоты и элеронами подключена система автоматического управления САУ-36 с исполнительными электромеханизмами типа раздвижная тяга.
Система реактивного управления предназначена для управления самолётом на вертикальных и переходных режимах, а также для раскрутки ПД при их запуске. Рабочим телом является отбираемый за компрессором ПМД сжатый воздух с давлением до 16 кг/см² в районе отбора, с расходом до 10 кг/сек. Для управления висением самолёта служат 4 струйных руля: передний, задний и по одному крыльевому рулю. Для регулирования расхода воздуха через струйные рули и соответственно, их тяги, служат дроссельные заслонки (передняя и задняя).
Передний и задний струйные рули кинематически связаны с рулём направления и могут отклонятся вправо-влево на угол до 45°.
То есть управляя дифференциальной тягой переднего и заднего струйных рулей лётчик управляет общим тангажом на висении. Управляя тягой крыльевых струйных рулей (заслонками на нижних и верхних окнах), лётчик управляет креном. И управляя наклоном переднего и заднего струйных рулей, летчик управляет самолётом по направлению висения.
Нейтральному положению ручки управления самолётом соответствуют следующие параметры системы управления:
- руль высоты и элероны находятся в нейтральном положении
- на обоих крыльевых струйных рулях будут закрытые верхние окна и приоткрыты на 5 мм нижние окна
- дроссельная заслонка носового струйного руля открыта на 60±1°
- дроссельная заслонка хвостового струйного руля открыта на 53±1°

При даче РУС полностью от себя РВ отклонится на пикирование на угол 28°, дроссельная заслонка носового струйного руля прикроется на 48±2° от нейтрального положения, а дроссельная заслонка хвостового струйного руля прикроется на 45±1° от нейтрального положения.
При взятии полностью РУС на себя РВ отклонится на кабрирование на угол 36° 30′, дроссельная заслонка носового струйного руля прикроется на 38±1° от нейтрали, а дроссельная заслонка хвостового струйного руля прикроется на 40±1° от нейтрали.
При дачи педалей путевого управления вправо или влево руль направления отклоняется на 30° 30′, а передний и задний струйные рули отклоняются в противоположные стороны (вправо-влево) на угол 45±2°.
При полном отклонении РУС вправо или влево элероны отклоняются в противоположные стороны на 24°. При этом полностью открываются нижние окна на одном из струйных рулей и закрываются верхние окна, а на противоположном струйном руле всё происходит полностью наоборот, то есть закрываются нижние окна и открываются верхние.

### Система автоматического управления полётом
Система САУ-36 предназначена для автоматизации управления полётом, обеспечения требуемых характеристик устойчивости и управляемости во всех диапазонах высот и скоростей, индикации лётчику пилотажно-навигационных параметров и обеспечения безопасности полёта.
Система выполнена двухканальной и резервированной. Имеется канал крена и канал тангажа, и каждый канал состоит из двух подканалов — основного и дублирующего.
САУ имеет следующие рабочие режимы:
- режим «ВВП» (вертикальный взлёт и посадка). В этом режиме САУ стабилизирует положение самолёта на висении с нулевым креном и центровочным положением тангажа 3° до тех пор, пока лётчик не вмешивается в управление. Максимальный допустимый крен ± 7°, максимально допустимый тангаж от минус 6 до плюс 15 градусов. Вертикальные взлёт и посадка без включения режима «ВВП» запрещены.
- режим «Демпфер» предназначен для гашения всех короткопериодических колебаний самолёта, особенно в болтанку, а также он препятствует резким эволюциям самолёта при управлении лётчиком. Также в этом режиме САУ препятствует выходу самолёта на недопустимый угол атаки или превышению продольной перегрузки.
- режим «Стабилизация». При включении режима система запоминает текущий на момент включения крен, тангаж и курс и сохраняет их. Также при включении этого режима работает демпфирование и автотриммирование по тангажу.
- режим «Совмещённое управление» позволяет временно отключить лётчику автоматическое управление полётом и вмешаться в управление. После отпускания кнопки «Совмещённое управление» САУ переходит в режим «Стабилизация»

Состав САУ:
- электронные блоки — 9 шт
- пульт управления ПУЛ-152
- командно-пилотажный прибор КПП-1273КИ
- прибор навигационный плановый ПНП-72-6М
- рулевые агрегаты РАУ-Д — 2 шт
- корректор высоты КВ-16-1
- датчики угловых скоростей ДУСУ-18АС — 4 шт
- блок датчиков линейных ускорений БДЛУ-1-10 — 2 шт
- сигнализаторы скорости ССА2-3 — 2 шт
- блок сравнения и предельных кренов БСПК-2
- датчик обратной связи

В двухместном (учебном) варианте самолёта на борту установлена система САУ-36У, в которую дополнительно включены: командно-пилотажный прибор КПП-1273КИ, прибор навигационный плановый ПНП-72-6М и пульт лётчика-инструктора ПЛИ-143.

## Бортовое оборудование и системы

### Авиационное оборудование

#### Система электроснабжения
Самолёт Як-38 оборудован четырьмя системами электроснабжения:
- постоянного тока на напряжение 27 вольт
- переменного трёхфазного тока стабилизированной частоты 400 гц на напряжение 200/115 вольт
- переменного трёхфазного тока 400 гц на напряжение 36 вольт
- переменного однофазного тока частотой 400 гц на напряжение 115 вольт

Сеть постоянного тока
В качестве основного источника электроэнергии первичной сети на 27 вольт на ПМД установлен генератор-стартер постоянного тока ГСР-СТ-18/70КИС, мощностью 18 киловатт в генераторном режиме, при номинальной частоте вращения ротора генератора в диапазоне 4500-7800 об/мин. В стартерном режиме этот генератор потребляет ток до 850 ампер. Генератор оборудован комбинированной испарительной системой охлаждения (КИС).
Резервным источником электроэнергии на борту являются две серебряно-цинковые аккумуляторные батареи 15СЦС-45Б. Емкость одной батареи 45 ампер-часов. Обе батареи установлены в обогреваемом контейнере в хвостовом отсеке оборудования.
Для наземного питания сети на левом борту самолёта в районе шпангоутов 26-28 смонтирована стандартная розетка аэродромного питания ШРАП-500К. Для наземного запуска ПМД рядом расположен разъём ШРА-800-10ВК
Сеть переменного тока 200/115 вольт
Источник энергии — генератор трёхфазного переменного тока типа ГТ-16П48Д, с номинальной мощностью 16 кВа, при стабилизированной частоте вращения 8000±2 % об/мин. Этот же генератор питает однофазные потребители с напряжением 115 вольт (между фазой и нулём). Для подключения сети переменного тока к источнику на земле при незапущенном ПМД служит стандартный бортовой разъем ШРАП-400-3Ф.
Сеть переменного трёхфазного тока 36 вольт питается одновременно от электромашинного преобразователя ПТ-500Ц и от трёхфазного понижающего трансформатора ТС310СО4Б. В случае отказов в сети трансформатор и преобразователь взаимно дублируют друг друга.
Сеть 115 вольт. Аварийным источником электроэнергии однофазного тока 115 вольт 400 герц служит электромашинный преобразователь ПО-750А, который работает на сеть только при отсутствии переменного напряжения от наземного источника, или при отказе основного генератора переменного тока в полётё. Он питает только жизненно важные потребители.
Другое электрооборудование:
- электрический обогрев лобового стекла кабины — двухступенчатый автомат обогрева
- внешнее светотехническое оборудование: БАНО-45, ХС-39, посадочно-рулёжная фара МПРФ-1А
- внутреннее светотехническое оборудование: кабина лётчика освещается заливающим красным светом и индивидуальными светильниками; освещение отсеков самолёта плафонами ПСМ-51

#### Приборное оборудование
Анероидно-мембранные приборы:
- Комбинированный указатель скорости КУС-1250
- Высотомер двухстрелочный ВД-20
- Комбинированный прибор (вариометр с указателями поворота и скольжения) ДА-200П
- Указатель приборной скорости УС-1250
- Указатель истиной воздушной скорости и числа М УИСМ-1,5
- Указатель высоты и перепада давления УВПД-20к
- Приёмник полного давления ППД-1М
- Приёмник давления ПВД-18Г-3М
- Резервный заборник статического давления
- Пять магистралей системы питания АМП

Вспомогательные приборы:
- Часы АЧС-1К
- Магнитный компас КИ-13
- Акселерометр АМ-10К

Приборы контроля двигателей и систем:
- Индикатор тахометра ИТЭ-2Т
- Указатель температуры газов УТ-7А
- Указатель топливомера УТпр1к-2т
- Указатель кислорода ИК-52
- и др.

Гироскопические приборы:
- Невыбиваемая вертикаль НВК-2
- Инерциальная курсовертикаль ИКВ-2
- Выключатель коррекции ВК-90

#### Оборудование регистрации полётных параметров
На ранних серийных Як-38 использовалась система автоматической регистрации параметров полёта (САРПП) «Тестер-УЗЛ», накопитель которой размещался внутри фюзеляжа. На поздних серийных машинах устанавливался регистратор «Опушка-ВМ» в спасаемом плавучем контейнере, в котором имелся радиопередатчик, позволявший поисковой команде быстро его обнаружить.

#### Кислородное оборудование
Предназначено для обеспечения лётчика кислородом в течение всего полёта как в герметичной, так и в разгерметизированной кабине; кислородного питания при катапультировании при снижении до высоты 5 км; при всплытии из-под воды в течение 3 мин; при отказе СКВ и аварийном снижении самолёта до безопасной высоты в течение 6 мин.
На высотах полёта от 0 до 2000 метров кислород для дыхания в маску не поступает. В диапазоне высот от 2000 до 8000 метров в маску для дыхания подаётся смесь кислорода и воздуха, при этом процентное содержание кислорода в дыхательной смеси на высоте 8000 повышается до максимума. На высотах выше 8000 и до практического потолка в маску поступает чистый кислород.
В составе кислородной системы:
- регулятор подачи кислорода РПК-52
- кислородный прибор КП-52М
- кислородный редуктор КР-26А
- блок кислородного оборудования БКО-3 на катапультном кресле (ёмкость баллонов 0,7 литра при рабочем давлении 180 кг/см²)
- объединённый разъём коммуникаций (на кресле) ОРК-11АУ
- кислородная маска КМ-34
- два кислородных баллона ёмкостью по два литра с давлением 150 кг/см²

### Прицельное оборудование
На Як-38 используется авиационный стрелковый прицел АСП-ПФМ-7 (по самолёт зав № 02273) или более поздний АСП-ПФД-21. Прицел позволяет вести стрельбу из неподвижного артиллерийского оружия, бомбометания с пикирования, а также применения неуправляемого и управляемого ракетного оружия. Прицел вырабатывает угловые поправки только для одного вида оружия (на выбор).
Кроме того, для радиокомандного наведения ракет Х-23 и Х-25 мог использоваться подвесной контейнер «Дельта-НГ2» (ранее использовались «Дельта-Н» и «Дельта-НГ»).

### Радионавигационное оборудование
- Радиотехническая система ближней навигации и посадки РСБН-4 «Квадрат». На ранних самолётах стояла версия «Квадрат-Д», а начиная с борта с/н 0503 устанавливалась версия «Квадрат-Н». Эта система работает как с наземными радиомаяками ПРМГ-4, РСБН-2Н, РСБН-4Н, так и с корабельными РСБН-6Н, «Привод-СВ».
- Маркерный радиоприёмник МРП-56П
- Радиовысотомер малых высот РВ-5 — работает в диапазоне высот от 0 до 750 метров.
- Автоматический радиокомпас АРК-15 (АРК-15М)
- Система ограничительных сигналов СОС-3-6
- Антенно-фидерная система (АФС) «Пион-Н-ВМ»

Аппаратура государственного опознавания представлена системой «Кремний-2М», в виде радиолокационного ответчика СРО-2 «изделия 020» с блоками «Заря» изд. 022 и системой контрольного опознавания «изд. 81». Для предотвращения утечки секретной информации в блоках 5-ОМ системы СРО-2М и блоке 30 изд. 81 установлены детонаторы цепи ликвидации кодовых механизмов. Подрыв детонаторов происходит автоматически при срабатывании катапультного кресла лётчика, при падении самолёта (от инерционного датчика, рассчитанного на ударную перегрузку выше 10 g) или вручную лётчиком от кнопки «Взрыв».
Также на Як-38 была установлена система предупреждения об облучении СПО-2 «Сирена-3М» и станция радиоэлектронного противодействия «Гвоздика» (СПС-132 или СПС-133)

### Аппаратура связи
Аппаратура связи Як-38 включает в себя:
- УКВ-радио Р-860-1 литер «Г» или станцию Р-863
- Самолётное переговорное устройство СПУ-7 (СПУ-9)

## Вооружение[15]
Вооружение самолёта Як-38 состояло из:
- Артиллерийского
- Бомбардировочного
- Неуправляемого ракетного
- Управляемого ракетного

Для внешней подвески оружия использовались постоянно установленные 4 балочных держателя БД3-60-23Ф1. Максимальная загрузка самолёта средствами поражения, включая съемное оборудование АВ не более 1000 кг.

### Стрелково-пушечное вооружение
На два внешник балочных держателя БД3-60-23Ф1 могли устанавливаться два подвесных пушечных контейнера УПК-23-250. Каждый контейнер несёт авиационную пушку ГШ-23Л калибра 23 мм, с боезапасом в 250 снарядов. Счётчик остатка патронов СЧП-500-2А подключен только к левой пушке.
Специально для Як-38 разрабатывалась внешняя съёмная пушечная установка ВСПУ-36, монтируемая под фюзеляжем между основными стойками шасси. По ряду причин испытания и доработка этой установки затянулись до 1988 года, когда серийное производство самолётов уже близилось к завершению. О применении этой установки в строевых частях достоверной информации нет.

### Бомбардировочное вооружение
На самолёте под крылом были постоянно смонтированы 4 балочных держателя БД3-60-23Ф1. Для подвески бомб малого калибра на внешние держатели устанавливаются два переходных многозамковых балочных держателя МБД2-67У, на каждый можно повесить по три бомбы типа ФАБ-100. Для подвески специзделия предназначен один балочный держатель БД3-УМК, который монтируется вместо демонтированного левого внешнего держателя БД3-60-23Ф1; для противовеса на правый внешний БД3-60-23Ф1 вешается авиабомба ФАБ-250
С самолёта возможно применение следующих типов авиационных боеприпасов свободного падения:
- Практические авиабомбы П-50Ш, П50-75Д, П50-75Н.
- Фугасные авиабомбы — ФАБ-100-М54; ФАБ-250-230
- Осколочно-фугасные авиабомбы — ОФАБ-100-120; ОФАБ-100НВ; ОФАБ-250-270; ОФАБ-250-М54
- Кассетные авиабомбы — РБК-250 ГПАБ-2,5М; РБК-500 ЗАБ-2,5СМ; РБК-500 ШОАБ-0,5М
- Зажигательные баки — ЗБ-360; ЗБ-500
- Тактические спецбоеприпасы — РН-28; РН-40; РН-41

Система управления сбросом позволяла выполнять сброс бомб:
- серией из 4 бомб с интервалом 150 мс
- залпом двух бомб с внутренних держателей
- серией из двух бомб или зажигательных баков с внешних держателей с интервалом 150 мс
- серией залпов (по две бомбы в залпе) с двух многозамковых БД МБД2-67У.

При аварийном сбросе на «невзрыв» бомб с МБД2-67У сброс происходит вместе с держателями.
Як-38 мог нести контейнер радиационной, химической и биологической (РХБ) разведки К-513Д (РР8311-100). Таких контейнеров в строевых частях не было.

### Неуправляемое ракетное вооружение
Для атаки наземных и надводных целей, а также ограниченной работы по воздушным целям могли применяться следующие неуправляемые ракеты:
- два или четыре блока УБ-16-57УМП-73, по 16 ракет типа С-5 в каждый
- или два блока УБ-32А-73, по 32 ракеты типа С-5 в каждый
- или два блока Б-8М1, по 20 ракет типа С-8
- или два пусковых устройства АПУ-68У, две ракеты С-24Б или С-24БНК

Система предусматривала пуск ракет одиночно, по четыре или серией с интервалом 50 мс для С-5, или 75 мс для С-8, и с интервалом по 150 мс для ракет С-24, а также аварийный сброс блоков и пусковых устройств

### Управляемое ракетное вооружение
Предназначено для работы по визуально видимым целям.
С самолёта было возможно применение следующих ракет:
- Самонаводящаяся ракета Р-60 класса «воздух-воздух»; предназначена для поражения летательных аппаратов в ближнем манёвренном бою. Две ракеты с помощью пускового устройства АПУ-60-1 подвешиваются на внешние балочные держатели БД3-60-23Ф1.
- Управляемая ракета Х-23 класса «воздух-поверхность». Две ракеты с помощью пускового устройства АПУ-68У подвешиваются на внешние балочные держатели БД3-60-23Ф1. Для наведения ракеты на цель используется аппаратура «Дельта-НГ»

Аппаратура «Дельта-НГ» представляет собой радиокомандную систему наведения, структурно состоящую из двух частей: ДНГ-1 и ДНГ-2. Аппаратура ДНГ-1 находится на борту самолёта. Аппаратура ДНГ-2 находится в съёмном контейнере (гондоле), подвешиваемом на левый внутренний держатель БД3-60-23Ф1. Аппаратура обеспечивает дальность передачи команд в пределах 3-10 км и в диапазоне высот применения 50-5000 м.

## Сохранившиеся экземпляры
| Тип    | Бортовой номер     | Местонахождение                                                 | Изображение          |
| ------ | ------------------ | --------------------------------------------------------------- | -------------------- |
| Як-38  | 0201               | Музей техники Вадима Задорожного, Архангельское, Московская обл |                      |
| Як-38У | 01                 | Луганский авиационно-технический музей, Украина                 |                      |
| Як-38  | 71                 | Технический музей ОАО «АвтоВАЗ», Тольятти                       |                      |
| Як-38  | 10                 | Посёлок Североморск-3, Мурманская область                       |                      |
| Як-38  | 46                 | Государственный музей авиации, Киев, Украина                    |                      |
| Як-38  | 58                 | Государственный музей авиации, Киев, Украина                    |                      |
| Як-38М | 48                 | На территории в/ч 10149, Москва, ул. Ясеневая                   |                      |
| Як-38У | 03                 | Военно-морской музей в Михайловской батарее, Севастополь, Крым  |                      |
| Як-38  | 67                 | Военно-морской музей в Михайловской батарее, Севастополь, Крым  |                      |
| Як-38М | 83                 | Военно-исторический музей воздушных сил Вооруженных Сил Украины |                      |
| Як-38  | 87 (старый б/н 90) | Город Артем, Приморский край                                    |                      |
| Як-38  | 60                 | Ходынское поле, Москва                                          |                      |
| Як-38У | 05                 | Саки, Крым                                                      | (недоступная ссылка) |
| Як-38  | 23                 | Таганрогский музей авиационной техники                          |                      |
| Як-38У | 24                 | Аэродром Жуковский, Московская область                          |                      |
| Як-38  | 37                 | Центральный музей Военно-воздушных сил РФ, Монино               |                      |
| Як-38  | 38                 | Центральный музей Военно-воздушных сил РФ, Монино               |                      |
| Як-38  | 04                 | В качестве наглядного пособия в МАИ                             |                      |
| Як-38  | н/д                | В качестве наглядного пособия в ХАИ                             |                      |
| Як-38  | 71                 | Парк Победы, Саратов                                            |                      |
| Як-38  | 27                 | Мурманск                                                        |                      |
| Як-38  | 38                 | 121 авиационный ремонтный завод, Кубинка                        |                      |
| Як-38  | 29                 | Аэродром Кубинка                                                |                      |
| Як-38  | 55                 | Музей Евпаторийского АРЗ, Крым                                  |                      |
| Як-38М | 97                 | Евпаторийский АРЗ, Крым                                         |                      |
| Як-38У | 09                 | Евпаторийский АРЗ, Крым                                         |                      |
| Як-38  | 28                 | Евпаторийский АРЗ, Крым                                         |                      |
| Як-38  | 72                 | СВВАУЛ, Сызрань                                                 |                      |
| Як-38М | 34                 | Музей авиации Северного флота, Сафоново                         |                      |

## Модификации[5]
| Название модели                  | Краткие характеристики, отличия. |
| -------------------------------- | --- |
| Як-36М (изделие ВМ)              | Экспериментальный штурмовик ВВП, дальнейшее развитие идей, заложенных в Як-36. Построено четыре самолёта, оснащённых катапультными креслами спроектированными в ОКБ Яковлева.                     |
| Як-36М-О                         | С единым подъёмно-маршевым двигателем. |
| Як-36П                           | Вариант Як-36М с бортовой РЛС. |
| Як-38 (изделие ВМ, изделие 86)   | Обозначение серийных штурмовиков Як-36М. |
| Як-38-80                         | Проект развития Як-38, техническое предложение по которому было представлено ОКБ в 1980 году. Подробности проекта неизвестны.                                                                     |
| Як-38И                           | Многоцелевой истребитель ВВП. |
| Як-38М (изделие ВММ, изделие 82) | Модернизированная версия штурмовика Як-38, производилась серийно. : См. подробнее: Модификации Як-38М В серийном производстве Як-38 М сменил Як-38 в 1983 году.                                   |
| Як-38У (изделие ВМУ, изделие 76) | Двухместный учебно-тренировочный СВВП на базе Як-38 предназначен для обучения и тренировок лётчиков самолётов Як38. : См. подробнее: Модификации Як-38У                                           |
| Як-39                            | Проект многоцелевого СВВП, прорабатывавшийся сразу в трёх вариантах (истребителя, штурмовика и учебно-тренировочного самолёта). Работы прекращены в 1985 году. : См. подробнее: Модификации Як-39 |

## Лётно-технические характеристики[17]
| ЛТХ Як-38 различных модификаций                                   | | | |                              |
| Модификация                                                       | Як-36М | Як-38 | Як-38М | Як-38У                       |
| Технические характеристики                                        | | | |                              |
| Экипаж                                                            | 1 | 1 | 1 | 2                            |
| Длина,                                                            | 15,98 | 15,98 | 15,98 | 17,76                        |
| Размах крыла, м (в сложенном/развёрнутом положении)               | 4,4 / 7,022 | 4,4 / 7,022 | 4,4 / 7,022 | 4,4 / 7,022                  |
| Высота на стоянке, м                                              | 4,4 | 4,4 | 4,4 | 4,4                          |
| Площадь крыла с подфюзеляжной частью, м²                          | 18,69 | 18,69 | 18,69 | 18,69                        |
| Коэффициент удлинения крыла                                       | 2,58 | 2,58 | 2,58 | 2,58                         |
| Угол стреловидности                                               | 45° | 45° | 45° | 45°                          |
| База шасси, м                                                     | н/д | 6,24 | 6,24 | 6,24                         |
| Колея шасси, м                                                    | 2,2 | 2,75 | 2,75 | 2,75                         |
| Масса пустого, кг                                                 | н/д | н/д | 6 515 | 8 390                        |
| Максимальная взлётная масса, кг (при разбеге/вертикальном взлёте) | н/д / 10 300 | 11 300 / 10 300 | 11 800 / 10 800 | н/д / 10 000                 |
| Масса топлива, кг (внутри/в ПТБ)                                  | 2 750 / — | 2 750 / — | 2 750 / 800 | 2 750 / —                    |
| Силовая установка                                                 | 1 × Р27В-300 2 × РД-36-35ФВ | 1 × Р27В-300 2 × РД-36-35ФВР | 1 × Р28В-300 2 × РД-38 | 1 × Р27В-300 2 × РД-36-35ФВР |
| Тяга на взлётном режиме, кгс                                      | 1 × 5 900 2 × 2 900 | 1 × 6 100 2 × 3 050 | 1 × 6 700 2 × 3 250 | 1 × 6 100 2 × 3 050          |
| Лётные характеристики                                             | | | |                              |
| Максимальная скорость, км/ч (на высоте/у земли)                   | 1 100 / 1 210 | н/д / 1 210 | н/д / 1 210 | н/д / 850                    |
| Боевой радиус, км (на малой высоте при вертикальном взлёте)       | 195 | 195 | н/д | —                            |
| Практический потолок, м                                           | 11 300 | 11 300 | 12 000 | 5 000                        |
| Максимальная эксплуатационная перегрузка                          | 6 g | 6 g | 6 g | н/д                          |
| Вооружение                                                        | | | |                              |
| Стрелково-пушечное                                                | нет | ВСПУ-36 и до 4 УПК-23-250 | ВСПУ-36 и до 4 УПК-23-250 | —                            |
| Точек подвески                                                    | 4 | 4 + 1 под ВСПУ-36 | 4 + 1 под ВСПУ-36 | нет                          |
| Боевая нагрузка, кг (при разбеге/вертикальном взлёте)             | н/д | 1 500 / 1 000 | 2 000 / 1 000 | —                            |
| Ракеты «воздух-воздух»                                            | Р-60М | Р-60М | Р-60М | —                            |
| Ракеты «воздух-поверхность»                                       | Х-23М, Х-25МР | Х-23М, Х-25МР | Х-23М, Х-25МР | —                            |
| НАР                                                               | С-5, С-8, С-24Б | С-5, С-8, С-24Б | С-5, С-8, С-24Б | —                            |
| Авиабомбы                                                         | Практическая бомба П-50Ш, П50-75Д, П50-75Н. Бомбы ОФАБ-100-120; ОФАБ-100НВ; ОФАБ-250-270; ОФАБ-250-М54; ФАБ-250-230 Кассетные бомбы РБК-250 ГПАБ-2,5М; РБК-500 ЗАБ-2,5СМ; РБК-500 ШОАБ-0,5М Зажигательный бак ЗБ-500 Спецбоеприпасы РН-28; РН-40; РН-41 | Практическая бомба П-50Ш, П50-75Д, П50-75Н. Бомбы ОФАБ-100-120; ОФАБ-100НВ; ОФАБ-250-270; ОФАБ-250-М54; ФАБ-250-230 Кассетные бомбы РБК-250 ГПАБ-2,5М; РБК-500 ЗАБ-2,5СМ; РБК-500 ШОАБ-0,5М Зажигательный бак ЗБ-500 Спецбоеприпасы РН-28; РН-40; РН-41 | Практическая бомба П-50Ш, П50-75Д, П50-75Н. Бомбы ОФАБ-100-120; ОФАБ-100НВ; ОФАБ-250-270; ОФАБ-250-М54; ФАБ-250-230 Кассетные бомбы РБК-250 ГПАБ-2,5М; РБК-500 ЗАБ-2,5СМ; РБК-500 ШОАБ-0,5М Зажигательный бак ЗБ-500 Спецбоеприпасы РН-28; РН-40; РН-41 | —                            |

## Оценка проекта
Став одним из трёх принятых на вооружение самолётов вертикального взлёта и посадки (вместе с Hawker Siddeley Harrier и F-35B), Як-38 имел ряд как общих, так и специфических достоинств и недостатков. Принятая схема использования для вертикального взлёта дополнительных турбореактивных «стартовых» двигателей — в отличие от «Харриера», использующего отклоняемые сопла основного двигателя, и F-35B, использующего подъёмный вентилятор, раскручиваемый турбиной основного двигателя — приводила к увеличению массы конструкции и риску потери стабильности парения в случае любых случайных отклонений направления тяги.
Главным недостатком серийных Як-38 по сравнению с «Си Харриером» (наиболее близким по характеристикам) следует признать отсутствие бортовой РЛС и недостаточную гамму используемых боеприпасов. Отсутствие бортовой РЛС фактически не позволяло Як-38 вести воздушный бой иначе, как на очень близкой дистанции в условиях визуального обнаружения цели, превращая его в практически чистый штурмовик. Планировавшаяся модификация-перехватчик — Як-38П — так и не была создана.
Кроме того, на момент создания и принятия на вооружение самолёта, в СССР отсутствовали компактные дальнобойные ПКР авиационного базирования (подобные французской Exocet и британской Sea Eagle). В результате ракетное вооружение самолёта ограничивалось лишь ракетами Х-23 и Х-25, имевшими небольшой радиус действия. Это вынуждало штурмовик при атаке на объекты с дальнобойной ПВО подходить к ним почти вплотную, что существенно повышало риск для пилота. В телесериале про историю советской авиации «Красные звёзды» о Яке-38 был приведён такой любопытный факт: в совокупности качеств (по своей боевой эффективности) как палубный штурмовик самолёт Як-38 уступал не то что британскому «Харриеру», но даже вертолёту Ка-29: у Ка-29 и более мощное и разнообразное вооружение, и больший радиус действия, и в целом надёжность намного выше, чем у Як-38. И даже бо́льшая скорость полёта Яка-38-го не давала ему перед Ка-29 никаких преимуществ, что и послужило в итоге одной из причин снятия Яков-38 с вооружения в конце 1980-х годов.
«Оправдал ли себя Як-38? Конечно, как вид оружия он оказался малоэффективен, требовал больших затрат времени и ресурсов на обучение летчиков и обслуживающего персонала, которые в силу специфики были специалистами узкого профиля. Сказались и ошибки в эксплуатации кораблей: из-за отсутствия оборудованных пирсов ТАКРы все время стояли на рейде, обеспечивая себя энергетикой, и выработали ресурс энергетических установок едва ли не втрое быстрее положенного срока. Но все же «общий счет» следует признать положительным. Во-первых, несмотря на то, что высокая аварийность послужила окончательным поводом для снятия Як-38 с вооружения, она компенсировалась отличной работой автоматической системы спасения, благодаря которой за все время эксплуатации Як-38 в многочисленных авариях погибли всего 8 летчиков, а спасенные практически не получали травм. Во-вторых, и это главное, всякий вид вооружения есть не только и не столько продукт технологии, сколько очередной этап ее развития. На Як-38 было отработано множество вопросов, касающихся конструкции, техники пилотирования, эксплуатации, базирования на кораблях и боевого применения. В этом смысле достаточно вспомнить, что западные эксперты считали невозможным согласование работы трех двигателей двух типов без применения БЦВМ, в то время как на Як-38 система управления двигателями была чисто механической – типичное порождение русской смекалки. Еще один пример: система струйного управления позволила начать практическое изучение принципов сверхманевренности задолго до появления двигателей с отклоняемым вектором тяги. Благодаря осмыслению этого опыта советская морская авиация начала следующий этап развития в верном направлении: были спроектированы более совершенные авианесущие корабли с вооружением из истребителей МиГ-29К, Су-27К, сверхзвуковых «вертикалок» Як-141 и самолетов ДРЛО Як-44. Нельзя забывать и о военно-политическом эффекте: полеты Як-38 в отдаленных районах мирового океана демонстрировали технологические и военные приоритеты страны, служили делу защиты наших интересов. Этим по праву можно было гордиться.
Отношение летчиков к Як-38 было, если можно так выразиться, вдохновенным. Мы любили «Як» и относились к нему почти как к истребителю. Ни одна другая машина не позволяла летать так, как Як-38, и мы прощали этому самолету все – и риск аварий, и малую на первых порах дальность полета, и скромные боевые возможности. Любой полет был ярким событием, а сама служба на корабле – незабываемым сочетанием романтики моря и неба.» ( полковник Раевский Александр Михайлович, Герой России).
}

## СВВП за рубежом
- Hawker Siddeley Harrier
- VFW VAK 191B

## В культуре
- Як-38У появляется на авианосце в серии «Аска наносит удар!» аниме-сериала Евангелион.
- В кинофильме "Случай в квадрате 36-80" Як-38 несколько раз видны на палубе тяжёлого авианесущего крейсера проекта 1143 «Киев», ближе к концу произведения так же показан взлёт группы штурмовиков с корабля.

### Рекомендуемая литература
- Yefim Gordon. Yakovlev Yak-36, Yak-38 & Yak-41: The Soviet 'Jump Jets' / Translation by Dmitriy Komissarov. — Hinckley, England, UK: Midland Publishing, 2008. — 145 p. — ISBN 978-1-85780-287-0.

### Другие издания по теме
- Абидин В. Незабываемый Як-38: 15 лет в серии, 15 лет в строю // Крылья Родины. — М., 2008. — № 5. — С. 14—22. — ISSN 0130-2701.
- Абидин В. Незабываемый Як-38: 15 лет в серии, 15 лет в строю // Крылья Родины. — М., 2008. — № 6. — С. 11—18. — ISSN 0130-2701.
- Балакин С. А., Заблоцкий В. П. Советские авианосцы. Авианесущие крейсера адмирала Горшкова. — М.: Коллекция, Яуза, ЭКСМО, 2007. — 240 с. — 3000 экз. — ISBN 978-5-699-20954-5.
- Лунёв Ю. Вертикалка // Мир авиации. — М., 1994. — № 6. — С. 16—25. — ISSN 0869-7450.
- Ружицкий Е. И. Европейские самолёты вертикального взлёта. — М.: Астрель, АСТ, 2000. — 256 с. — 10 000 экз. — ISBN 5-271-00863-0 (ООО "Издательство Астрель"), ISBN 5-17-002848-2 (ООО "Издательство АСТ").
- Фомин А. В. Су-33. Корабельная эпопея. — М.: РА Интервестник, 2003. — 248 с. — ISBN 5-93511-006-7.
- John Fricker and Piotr Butowski. Yakovlev's V/STOL Fighters. Yak-36, Yak-38, Yak-41 and Yak-141. — Hinckley, England, UK: Midland Publishing, 1995. — ISBN 1-85780-041-9.
- Крылья над морем / Авиация и космонавтика 2008 02
- Крылья над морем / Авиация и космонавтика 2008 03